# Fútbol Club Casa del Benfica
La Associació Futbol Casa Benfica, conocido como Fútbol Club Casa del Benfica, fue un club de fútbol de Andorra de la parroquia de La Massana. Fue fundado en 2000 y desapareció en 2014. 
En la temporada 2006-07 fue campeón de la Segunda División, consiguiendo así el ascenso a la Primera División de Andorra. Al año siguiente descendió, regresando a la Segunda División.

## Colores y símbolos
Como los colores y la insignia están relacionados con el club portugués S.L. Benfica. El color tradicional del club era rojo y la insignia era una variación menor del club deportivo del Benfica.

## Palmarés
- Segunda División de Andorra: 2

2006/07, 2009/10

## Temporadas
| Temporada |                 | Pos. | PJ. | G  | E | P  | GF | GC | DG  | Pts | Copa             |
| --------- | --------------- | ---- | --- | -- | - | -- | -- | -- | --- | --- | ---------------- |
| 2002-03   | Segona Divisió  | 2    | 18  | 11 | 1 | 6  | 40 | 30 | +10 | 34  | Segunda ronda    |
| 2003-04   | Segona Divisió  | 2    | 16  | 11 | 2 | 3  | 44 | 14 | +30 | 35  | Primera ronda    |
| 2004-05   | Segona Divisió  | 6    | 14  | 4  | 1 | 9  | 13 | 24 | -11 | 13  | Segunda ronda    |
| 2005-06   | Segona Divisió  | 3    | 18  | 7  | 4 | 7  | 26 | 29 | -3  | 25  | Segunda ronda    |
| 2006-07   | Segona Divisió  | 1    | 20  | 14 | 4 | 2  | 38 | 16 | +22 | 46  | Segunda ronda    |
| 2007-08   | Primera Divisió | 8    | 20  | 2  | 1 | 17 | 13 | 68 | -55 | 7   | Segunda ronda    |
| 2008-09   | Segona Divisió  | 5    | 12  | 4  | 3 | 5  | 30 | 23 | +7  | 15  | Primera ronda    |
| 2009-10   | Segona Divisió  | 1    | 20  | 13 | 3 | 4  | 47 | 25 | +22 | 42  | Segunda ronda    |
| 2010-11   | Primera Divisió | 8    | 20  | 1  | 3 | 16 | 15 | 97 | -82 | 6   | Cuartos de final |
| 2011-12   | Segona Divisió  | 7    | 18  | 8  | 1 | 9  | 33 | 48 | -15 | 25  | Segunda ronda    |
| 2012-13   | Segona Divisió  | 6    | 22  | 11 | 0 | 11 | 43 | 42 | +1  | 33  | Segunda ronda    |
| 2013-14   | Segona Divisió  | 15   | 14  | 3  | 1 | 10 | 22 | 41 | -19 | 1   | Segunda ronda    |

1. ↑  se le descontaron 9 puntos.